# Professional Tournament
Unter dem Namen The American Tournament beziehungsweise Professional Tournament führt die Datenbank CueTracker ein Snookerturnier, das nach ihrer Angabe das erste „professionelle“ Turnier der Snooker-Geschichte gewesen sein soll. Mindestens in der ersten Ausgabe war das Snookerturnier aber nur Beiwerk zu einem Turnier im English Billiards.
Zwischen 1908 und 1911 fanden insgesamt vier Ausgaben statt, die ersten drei unter dem Namen The American Tournament, das letzte als Professional Tournament. Jeweils zwischen Oktober des Vorjahres und März des Austragungsjahres in der Londoner Soho Square Hall ausgerichtet, wurden jeweils mehrere führende Billardspieler jener Zeit eingeladen. Diese erspielten in einem Round-Robin-Modus den Turniersieger. Rekordsieger ist Cecil Harverson, dem zwei Turniersiege gelangen. Mindestens bei den ersten beiden Ausgaben gab es ein Preisgeld von 25 Guinee, zumindest die erste Ausgabe hatte mit Burroughes & Watts auch einen Sponsor. Daran angelehnt wurde das Turnier von der zeitgenössischen Presse auch The Burroughes & Watts Tournament und angelehnt an den Austragungsort auch The London Tournament genannt. Mindestens bei der ersten Ausgabe wurden die Snookerspiele nur nebenher gespielt, hauptsächlich war die Veranstaltung ein Turnier im English Billiards. Beide Teilturniere wurden aber von Charles Dawson gewonnen. Angaben zu weiteren Ausgaben sind unvollständig.
Das höchste Break der ersten Ausgabe war ein 64er-Break von Cecil Harverson.

## Sieger
| Jahr                    | Austragungsort            | Anz. Teilnehmer         | Sieger                  | Preisgeld               | Sponsor                 |                         |
| The American Tournament | The American Tournament   | The American Tournament | The American Tournament | The American Tournament | The American Tournament | The American Tournament |
| ----------------------- | ------------------------- | ----------------------- | ----------------------- | ----------------------- | ----------------------- | ----------------------- |
| 1908                    | London – Soho Square Hall | 7                       | Charles Dawson          | 25gns                   | Burroughes & Watts      |                         |
| 1909                    | London – Soho Square Hall | 8                       | Harry Stevenson         | 25gns                   | unbekannt               |                         |
| 1910                    | London – Soho Square Hall | 5                       | Cecil Harverson         | unbekannt               | unbekannt               |                         |
| Professional Tournament |                           |                         |                         |                         |                         |                         |
| 1911                    | London – Soho Square Hall | 5                       | Cecil Harverson         | unbekannt               | unbekannt               |                         |